# Valva (botánica)
Una valva es cada parte en que se separa el pericarpio de los frutos dehiscentes una vez abiertos. Aparecen tanto en los frutos simples como en los compuestos.
Esta separación puede ser completa o incompleta y puede realizarse a través de las suturas o por hendiduras paralelas a las mismas, como en el caso de las orquídeas. Cada valva puede tener una o varias semillas.
En los frutos uniloculares, en caso de haber placentación parietal, las valvas están formadas de dos mitades de hojas carpelares distintas si las placentas se hallan sobre la línea media de las valvas, mientras que si se hallan sobre ambos bordes de las valvas, cada valva corresponde a una hoja carpelar.
Según el número de valvas, se califica al fruto como univalvo, divalvo, trivalvo o multivalvo, etc. si la dehiscencia (apertura del pericarpo) es completa; o semidivalvo, semitrivalvo, etc, si ésta es incompleta.

## Según el fruto
- Los folículos tienen una sola valva.

- Las legumbres tienen generalmente dos valvas que pueden tener una o más semillas cada una.

- Las silicuas se abren en dos valvas, empezando por la parte inferior.